# Turdus poliocephalus

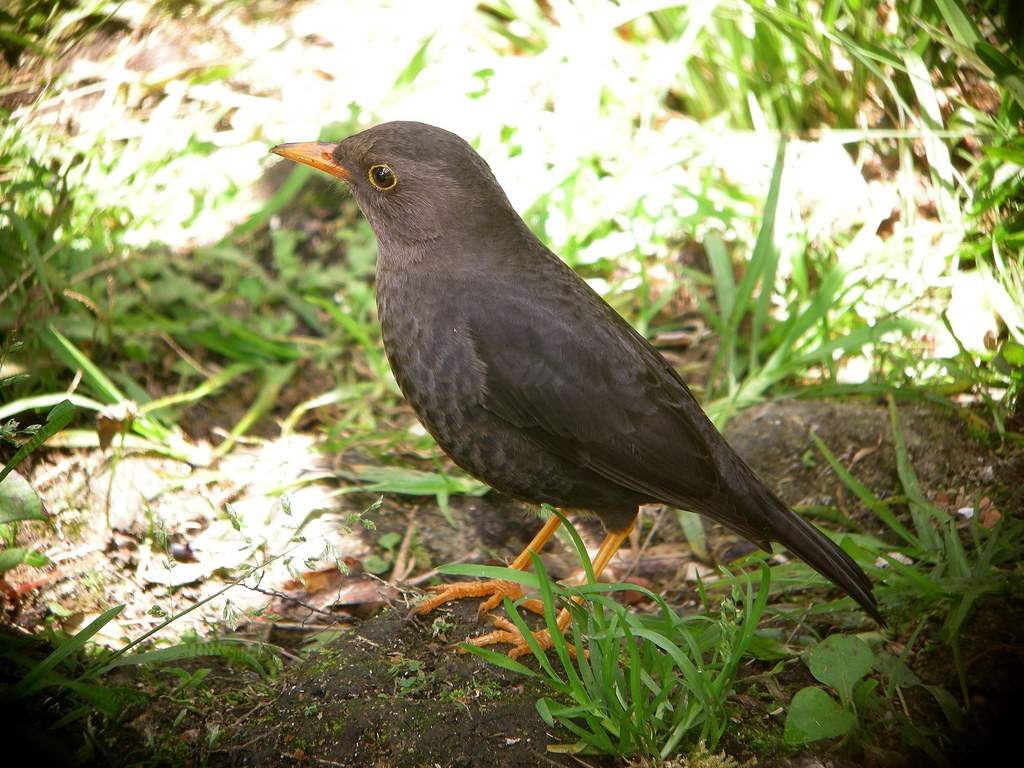
T. p. carbonarius, Nueva Guinea

El zorzal insular o mirlo isleño (Turdus poliocephalus) es una especie de ave paseriforme de la familia de los túrdidos.  Han sido descritas casi 50 subespecies, desde Taiwán, a través del sudeste de Asia y Melanesia a Samoa, mostrando grandes diferencias en el plumaje. Hay varias subespecies amenazadas y tres ya se han extinguido.

## Taxonomía
El mirlo isleño es miembro del cosmopolita género Turdus (Linnaeus, 1758), uno de los géneros de aves más ampliamente distribuidos en el mundo. La taxonomía del mirlo isleño es complejo, y ha desafiado los intentos de dividir el grupo en función de los cuatro tipos morfológicos sospechosos. Las subespecies Turdus poliocephalus niveiceps de Taiwán representa el taxón más claro y puede ser una especie separada. Esta subespecie vive en la gama septentrional de las especies, y es la única en la que machos y hembras difieren en color. También se cree que existen por lo menos dos subespecies nuevas aún no descritas científicamente en la isla indonesia de Célebes. 

## Lista de las subespecies
La siguiente lista está ordenada alfabéticamente.

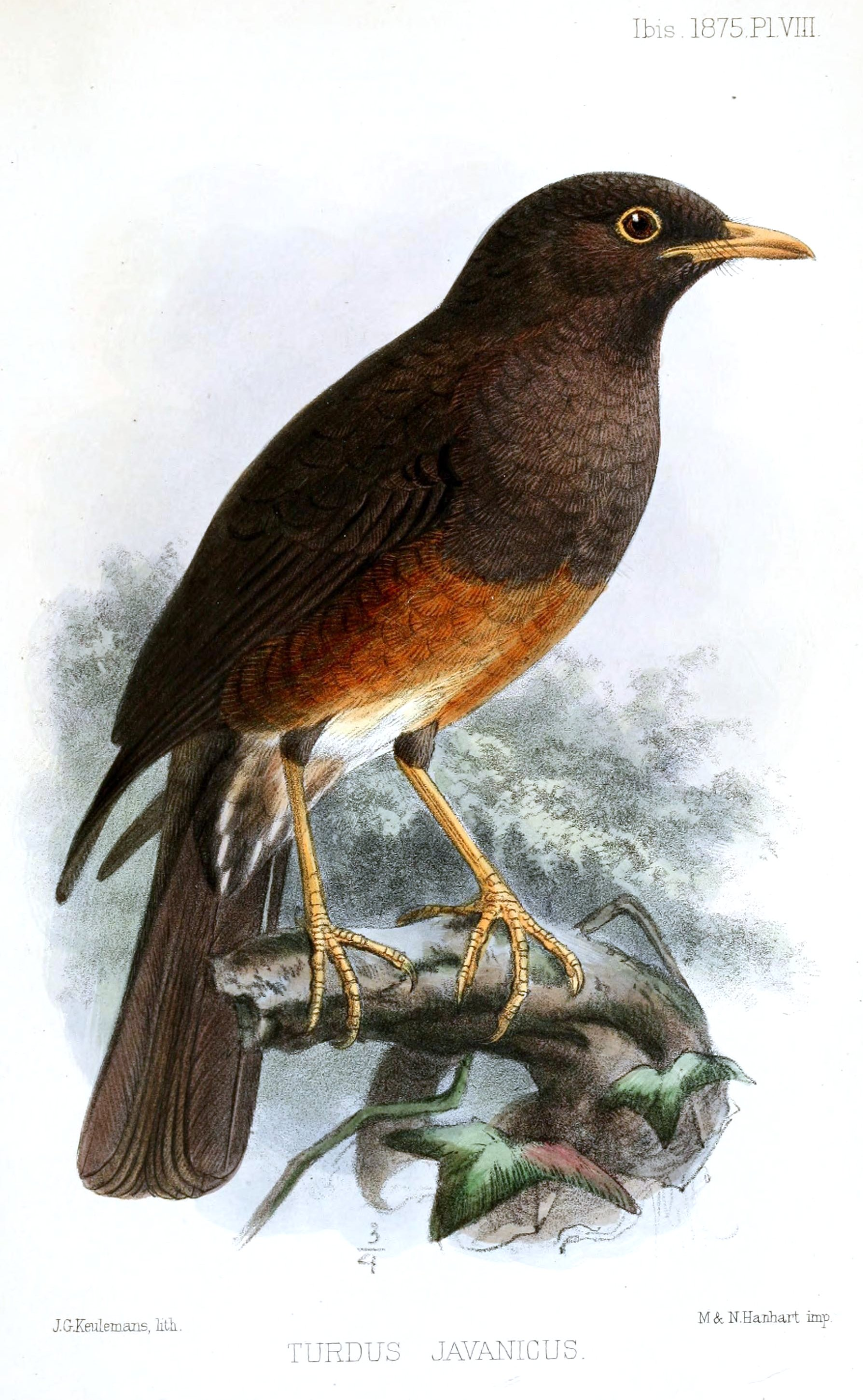
T. p. javanicus

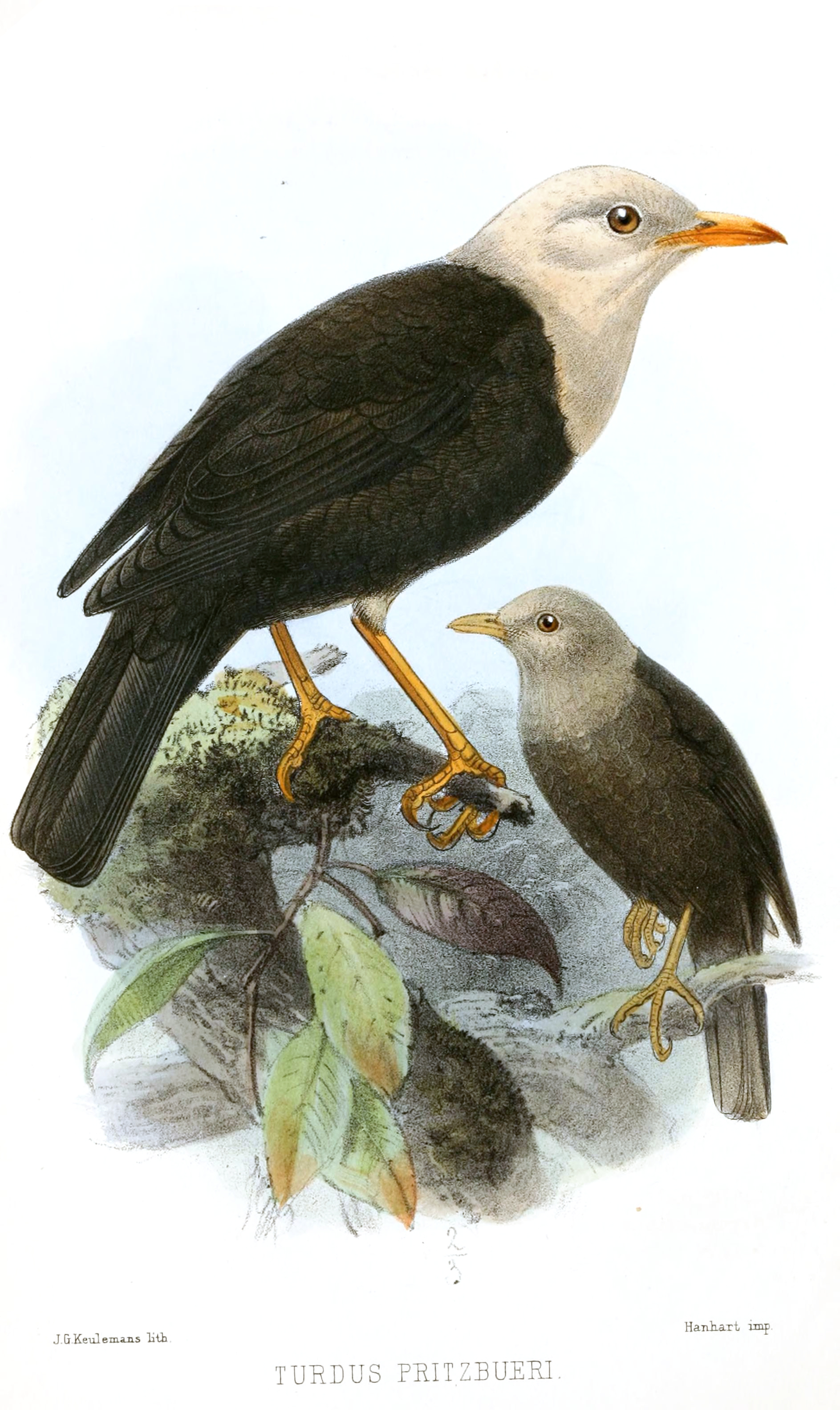
El posiblemente extinto Turdus poliocephalus pritzbueri

- T. p. albifrons, (E. P. Ramsay, 1879).
- T. p. becki, Mayr, 1941.
- T. p. beehleri, Ripley, 1977.
- T. p. bougainvillei, Mayr, 1941.
- T. p. canescens, (De Vis, 1894).
- T. p. carbonarius, Mayr & Gilliard, 1951.
- T. p. celebensis, (Büttikofer, 1893).
- T. p. deningeri, Stresemann, 1912.
- T. p. efatensis, Mayr, 1941.
- T. p. erythropleurus, Sharpe, 1887.
- T. p. fumidus, Statius Muller, 1844.
- T. p. hades, Mayr, 1941.
- T. p. heinrothi, Rothschild & Hartert, 1924.
- T. p. hygroscopus, Stresemann, 1931.
- T. p. indrapurae, Robinson & Kloss, 1916.
- T. p. javanicus, Horsfield, 1821.
- T. p. katanglad, Salomonsen, 1953.
- T. p. kelleri, (Mearns, 1905).
- T. p. keysseri, Mayr, 1931.
- T. p. kulambangrae, Mayr, 1941.
- T. p. layardi, (Seebohm, 1891).
- T. p. loeseri, Meyer de Schauensee, 1939.
- T. p. malekulae, Mayr, 1941.
- T. p. malindangensis, (Mearns, 1907).
- T. p. mareensis†, E. L. Layard & Tristram, 1879.
- T. p. mayonensis, (Mearns, 1907).
- T. p. mindorensis, Ogilvie-Grant, 1896.
- T. p. nigrorum, Ogilvie-Grant, 1896.
- T. p. niveiceps, (Hellmayr, 1919).
- T. p. papuensis, (De Vis, 1890).
- T. p. placens, Mayr, 1941.
- T. p. poliocephalus†, Latham, 1801.
- T. p. pritzbueri, E. L. Layard, 1878.
- T. p. rennellianus, Mayr, 1931.
- T. p. ruficeps, (E. P. Ramsay, 1876).
- T. p. samoensis, Tristram, 1879.
- T. p. schlegeli, P. L. Sclater, 1861.
- T. p. seebohmi, (Sharpe, 1888).
- T. p. sladeni, Cain & Galbraith, 1955.
- T. p. sterlingi, Mayr, 1944.
- T. p. stresemanni, M. Bartels, Jr, 1938.
- T. p. tempesti, E. L. Layard, 1876.
- T. p. thomassoni, (Seebohm, 1894).
- T. p. tolokiwae, Diamond, 1989.
- T. p. vanikorensis, Quoy & Gaimard, 1830.
- T. p. versteegi, Junge, 1939.
- T. p. vinitinctus†, (Gould, 1855).
- T. p. vitiensis, E. L. Layard, 1876.
- T. p. whiteheadi, (Seebohm, 1893).
- T. p. whitneyi, Mayr, 1941.
- T. p. xanthopus, J. R. Forster, 1844.

## Distribución
Está distribuido irregularmente en su amplia gama. Está presente en las islas Samoa, Fiyi, Vanuatu, Nueva Caledonia, las Islas Salomón, Nueva Guinea y las islas circundantes, muchas islas de Indonesia, Filipinas y Taiwán. Sin embargo, se limita a las áreas con las comunidades de aves inferiores a 25-35 especies. 
En las islas más grandes (como Borneo o Nueva Guinea) solo se encuentra en las altitudes altas, por encima de 2750 m. Las islas pequeñas solo puede soportar comunidades mucho más pequeñas de aves, y en estas islas se pueden encontrar en altitudes más bajas. Dos o más subespecies pueden existir en algunas islas, segregados en diferentes hábitats. Los rangos de muchas subespecies pueden ser tan pequeños como una única isla, por ejemplo en Kadavu la subespecie T. p. ruficeps.

## Descripción
Las 49 subespecies del mirlo isleño varían dramáticamente en apariencia, pero casi todos se parecen un típico Turdus y tienen el pico, el anillo ocular y las patas amarillas. La subespecie de Samoa, T. p. samoensis, es idéntico en apariencia al mirlo común (Turdus merula), mientras que el T. p. seebohmi del norte de Borneo es oscuro en la parte superior con el pecho rojo y se asemeja al Turdus migratorius. Algunas subespecies tienen la cabeza completamente blanca (incluyendo los machos de T. p. niveiceps , no así la hembra), y la subespecie de Kadavu T. p. ruficeps tiene la cabeza totalmente naranja.

## Comportamiento

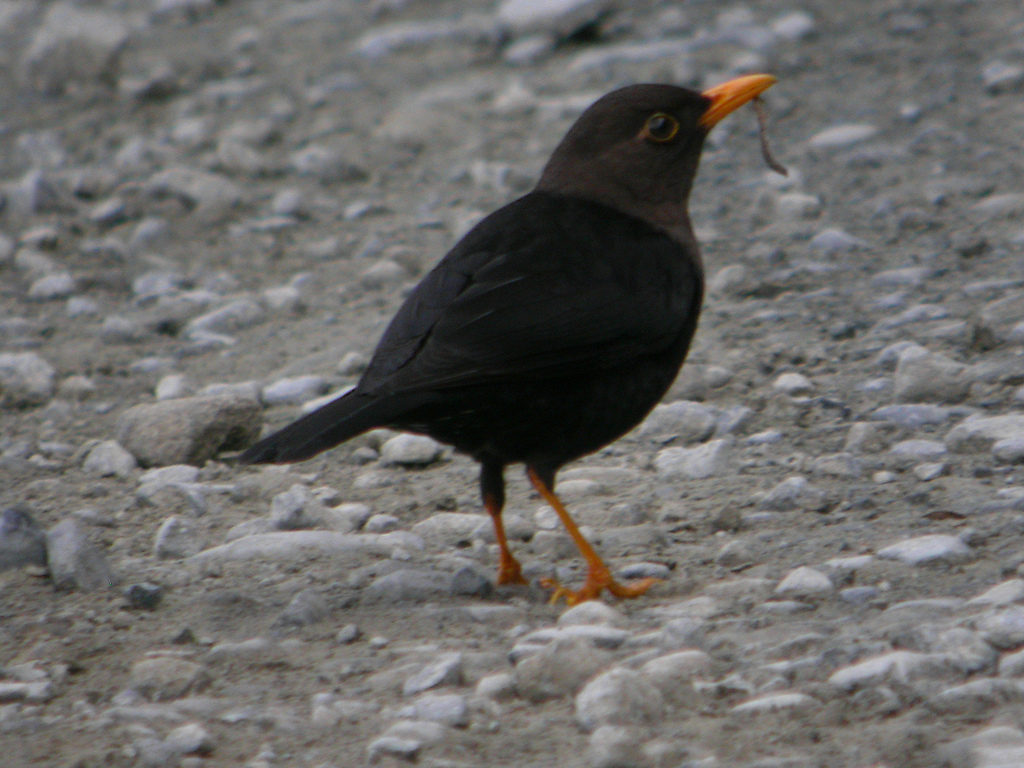
Male T.p. thomassoni alimentándose de un gusano, Luzón, Filipinas

### Dieta
El mirlo isleño tiene una dieta muy amplia, se alimenta de una serie de invertebrados tales como insectos (principalmente escarabajos), arañas, caracoles, lombrices de tierra, así como de carroña e incluso pequeños reptiles. También se alimenta de frutos y semillas, dependiendo de lo que está localmente disponible. Su técnica de forrajeo se describe como similar a la del mirlo, la investigación de la hojarasca y las ramas bajas de la cubierta densa, pero en algunos lugares también se alimentan a dosel.

### Reproducción
La mayoría de los mirlos se reproducen en lugares discretos de la isla que habitan, anidan dos temporadas de tres meses (el tiempo exacto varía dependiendo de la ubicación), aunque las aves en Fiyi anidan de junio a enero. El nido está bien construido y bien escondido en la densa vegetación, en el que la hembra pone hasta tres huevos.

## Conservación

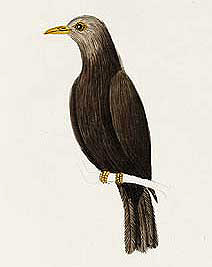
Subespecie de Isla Norfolk que se extinguió en 1975

Como especie, mirlo isleño no se ve amenazado y muchas subespecies son localmente muy comunes. Sin embargo, varias subespecies están amenazadas, y el T. p. erythropleurus se considera en peligro crítico. Esta subespecie se encuentra en la isla de Navidad, y se ve amenazada por la introducción de la hormiga loca, que es capaz de matar a los polluelos. 
Varias subespecies registran un descenso en los rangos, incluyendo el T. p. samoensis de Samoa y el T. p. xanthopus de Nueva Caledonia, que se ha extinguido de Grande Terre y está restringida a sólo 100 aves que sobreviven en Yande y Neba.
Tres subespecies se han extinguido, T. p. vinitinctus de la isla Lord Howe, T. p. mareensis de las islas de la Lealtad y la T. p. poliocephalus de Isla Norfolk. T. p. poliocephalus era relativamente común en fecha tan reciente como 1941, pero para 1975 se había extinguido debido a la introducción de ratas negras, pérdida de hábitat y la hibridación tras la colonización del mirlo común estrechamente relacionado.